# 湯野上溫泉站
湯野上溫泉站（日语：／ Yunokami-onsen eki */?）是位於福島縣南會津郡下鄉町大字湯野上字大島無番地，會津鐵道的會津線車站。
此站的車站大樓屋頂為茅草（豐後中村站大樓也是這樣）。在站名牌中標記為「江戶風情和湯煙之里」。車站鄰近觀光勝地大內宿。在候車室設有圍爐裏，用作為茅草除蟲，在職員當值時間點火。
基於此特徵，車站在2002年（平成14年）被選為東北車站百選。在2005年（平成17年）度，此站被授予日本鐵道賞·特別賞。

## 歷史
- 1932年（昭和7年）12月22日 - 國有鐵道會津線湯野上駅（日语：／）啟用，為一般車站。
- 1971年（昭和46年）8月29日 - 結束貨物起卸業務。
- 1984年（昭和59年）2月1日 - 結束行李起卸業務。
- 1987年（昭和62年）
  - 3月31日 - 重開貨物起卸業務。
  - 4月1日 - 伴隨國鐵分割民營化，車站由東日本旅客鐵道（JR東日本）和日本貨物鐵道（JR貨物）營運。
  - 7月16日 - 會津線旅客業務由會津鐵道接管，成為會津鐵道線車站。同時車站改名為湯野上溫泉站。
  - 12月19日 - 茅屋屋根的新車站大樓完成。
- 1999年（平成11年）3月31日 - 日本貨物鐵道車站廢止。
  - 在此之前，曾經運送數次變壓器的特大貨運列車。
- 2005年（平成17年）6月 - 7月 - 首次為車站大樓屋頂的茅草替換。

## 車站構造
此站是地面車站，設有2面2線的相對式月台（千鳥式月台），可進行列車交會。靠近車站大樓的月台是下行月台（會津田島、會津高原尾瀨口方向），對面是上行月台（會津若松方向），兩月台之間設有站內平交道連接。
此站是簡易委託車站（從早上至黃昏設有職員當值），委托下鄉町觀光公社負責車站業務。

### 月台
| 月台         | 路線    | 上下行 | 方向                         |
| ------------ | ------- | ------ | ---------------------------- |
| 車站大樓一方 | ■会津線 | 下行   | 會津田島、會津高原尾瀨口方向 |
| 車站大樓對面 | ■会津線 | 上行   | 會津若松、喜多方方向         |

## 使用狀況
在2016年度的1日平起乘車人次為82人。
| 乘車人員變化 | 乘車人員變化 |
| 年度         | 1日平均人次  |
| ------------ | ------------ |
| 2000         | 118          |
| 2001         | 112          |
| 2002         | 112          |
| 2003         | 110          |
| 2004         | 93           |
| 2005         | 107          |
| 2006         | 107          |
| 2007         | 120          |
| 2008         | 134          |
| 2009         | 115          |
| 2010         | 107          |
| 2011         | 77           |
| 2012         | 99           |
| 2013         | 93           |
| 2014         | 68           |
| 2015         | 90           |
| 2016         | 82           |

## 其他
以下各種服務，部分只限於車站設有職員當值時才可使用或開放：
- 車站商店：販賣名產、當地的糖果和咖啡。在候車室內可喝茶（自助服務，只提供日本茶）。
- 車站租賃單車（日语：レンタサイクル）：可出租智能電動車（日语：電動アシスト自転車）（需向職員確認，在冬季以外可供租賃）。
- 車站免費停車場
- 足湯：親子地藏之湯（免費，營業時間：8:30 - 19:00）
- 的士：湯野上的士（站前）
- 汽車租賃：會津田島的NT租車 （页面存档备份，存于）可安排車輛運送至此站提取（早上9時至下午4時，收費）。

## 車站周邊
- 湯野上溫泉（日语：湯野上温泉）
- 下鄉町公所江川出張所
- 下鄉町公所町民體育館
- 江川郵局
- 中山風穴地特殊植物群落
- 國道121號（日语：国道121号）
- 福島縣道215號湯野上溫泉停車場線（日语：福島県道215号湯野上温泉停車場線）
- 大內宿

## 巴士路線
- 湯野上溫泉站（廣田的士（日语：広田タクシー））※鄰接此站的停車場內
  - 猿游號：前往大內宿（4至11月運行）
- 湯野上溫泉站前（會津巴士（日语：会津乗合自動車）、福島交通）※車站後方的國道121號上
  - 大內上、小沼崎、枝松（只於平日服務）
  - 新湯入口、會津下鄉站、會津田島站（只於平日服務）
  - 會津下鄉觀光循環巴士：塔之岪（日语：塔のへつり）、會津下鄉站、會津田島站（4至11月的星期六及假日提供服務）
  - 白河 - 大內宿 - 會津若松線：大內宿、蘆之牧溫泉（日语：芦ノ牧温泉）、會津若松站（4 - 11月の土休日運行）
  - 白河 - 大內宿 - 會津若松線：塔之岪、新白河站、白河站（4至11月的星期六及假日提供服務）

## 相鄰車站
會津鐵道
■會津線
□快速「接力號」
蘆之牧溫泉－湯野上溫泉－塔之岪
□快速「AIZU山特快」、■普通（包含「接力號」）
蘆之牧溫泉南－湯野上溫泉－塔之岪

## 注腳
1. ↑  第132回福島県統計年鑑 （页面存档备份，存于）（日語）

## 外部連結
- 湯野上溫泉站 （页面存档备份，存于）（日語）
- 湯野上溫泉站　日本唯一茅草屋頂的車站大樓 （页面存档备份，存于）NHK 數碼存檔